# Joko Widodo

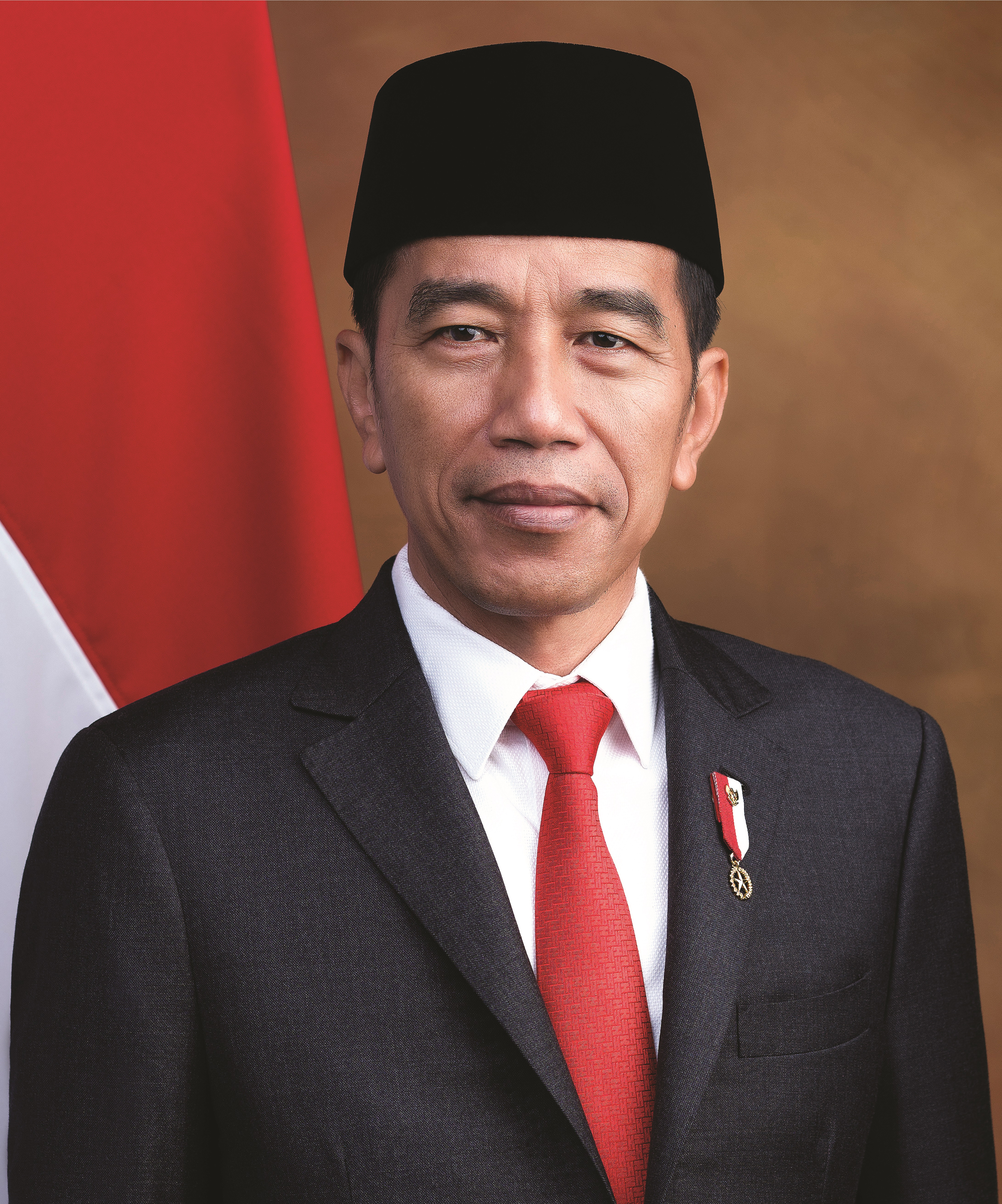
Joko Widodo (2019)

Joko Widodo (* 21. Juni 1961 in Surakarta, Provinz Jawa Tengah; bekannt als Jokowi) ist ein indonesischer Unternehmer und Politiker (PDI-P). Er war vom 20. Oktober 2014 bis zum 20. Oktober 2024 Präsident von Indonesien.

## Leben
Joko Widodo ist studierter Forstwirt und Gründer eines Möbelunternehmens. Er war von 2005 bis 2012 Bürgermeister seiner Heimatstadt Surakarta. In dieser Position wurde er für einen dialogorientierten Politikstil, Programme gegen Korruption, für Stadtplanung und Umweltschutz bekannt. Dann wurde er zum Gouverneur des Hauptstadtdistrikts (Daerah Khusus Ibukota) Jakarta gewählt. Rasch erlangte er landesweite Bekanntheit. Er wurde aufgrund des fast gleichen Alters und einer gewissen äußerlichen Ähnlichkeit von vielen Medien mit dem ehemaligen US-Präsidenten Barack Obama verglichen.
Im März 2014 wurde er von seiner Partei, der Demokratischen Partei des Kampfes Indonesiens (PDI-P), als Kandidat für die Präsidentschaftswahl am 9. Juli 2014, der dritten direkten Präsidentenwahl in Indonesien, nominiert. Sein Vizepräsidentschaftskandidat war Muhammad Jusuf Kalla (Golkar), der bereits von 2004 bis 2009 Vizepräsident unter Susilo Bambang Yudhoyono gewesen war. Nach dem offiziellen Ergebnis des Wahlausschusses am 22. Juli 2014 setzte sich Jokowi mit 53,15 % der Stimmen gegen seinen Konkurrenten Prabowo Subianto (Gerindra) durch. Prabowo erkannte das Ergebnis zunächst nicht an. Nach einem Urteil des Verfassungsgerichts wurden die Ergebnisse aber für gültig erklärt, woraufhin Prabowo seine Niederlage eingestand.
Am 20. Oktober 2014 wurde Jokowi als siebter Präsident Indonesiens vereidigt.
Im April 2019 stellte er sich bei den Präsidentschaftswahlen erneut zur Wahl, Gegenkandidat war wieder Prabowo Subianto. Nachwahlbefragungen deuteten auf einen Wahlsieg des Amtsinhabers Jokowi hin, Meinungsforschungsinstitute sahen ihn bei etwa 55 Prozent der Stimmen. Jokowi erklärte sich am Tag nach der Wahl zum Sieger, dies wurde von Gegenkandidat Prabowo jedoch wie bei der vorherigen Wahl nicht anerkannt. Fünf Wochen nach der Präsidentschaftswahl wurde Jokowi von der Wahlkommission offiziell als Sieger bestätigt. Demnach erhielt er 55,5 Prozent der Stimmen und kann bis 2024 weiterregieren. Gegenkandidat Prabowo Subianto, der das offizielle Endergebnis nicht anerkannte, kam auf 44,5 Prozent. Nach der Wahl bildete Widodo das Fortgeschrittene indonesische Kabinett, dem auch Prabowo Subianto als Verteidigungsminister angehört.
Bei der Wahl 2024 konnte Jokowi nicht mehr erneut antreten. Sein Sohn Gibran Rakabuming Raka trat allerdings als Vizepräsidentschaftskandidat an der Seite von Prabowo Subianto an. Obwohl Gibran, damals Bürgermeister von Surakarta, für dieses Amt laut Verfassung noch zu jung gewesen wäre, gestattete ihm das Verfassungsgericht von Indonesien eine Ausnahme. Prabowo wurde im Team mit Gibran am 14. Februar 2024 zum künftigen Präsidenten Indonesiens gewählt. Joko Widodo übergibt ihm sein Amt am 20. Oktober 2024.

## Privates
Joko Widodo ist verheiratet und hat drei Kinder. Er ist Funkamateur, sein Rufzeichen ist YD2JKW. Er ist Muslim, wird aber als säkular in seiner Sichtweise bezeichnet.

## Politische Handlungen als Präsident

### Infrastruktur
Infrastrukturentwicklung ist ein Kernmerkmal von Widodos Politik. Große Straßen-, Eisenbahn- und Hafenbauprojekte wurden während seiner Präsidentschaft in die Wege geleitet. Unter anderem hat er nach seiner Amtsübernahme 2014 angekündigt, 50,6 Milliarden US-Dollar für den Ausbau von Seefahrtsinfrastruktur bereitzustellen, knapp die Hälfte davon für den Ausbau strategischer Häfen. Ein anderes Großprojekt ist der 6 Milliarden US-Dollar teure Bau einer Hochgeschwindigkeitseisenbahnstrecke zwischen Jakarta und Bandung. Die Strecke soll spätestens Anfang 2023 fertig gestellt werden und wird von einem chinesisch-indonesischen Konsortium im Rahmen der chinesischen Initiative Neue Seidenstraße gebaut. Unter Jokowi haben sich die Ausgaben für Infrastruktur jedes Jahr um fast 10 Milliarden US-Dollar erhöht. Das trug einen großen Teil dazu bei, dass sich die Staatsschulden in den ersten vier Jahren seiner Amtszeit verdoppelt haben.

### Wirtschaftspolitik
Neben den genannten Infrastrukturprojekten initiierte Widodo eine teilweise Verstaatlichung wichtiger Ressourcen. So übernimmt die staatliche Ölgesellschaft Pertamina nun die Ölförderung aus Feldern, die bisher von Total, Chevron oder Inpex geleitet wurde. Das Ziel ist, dass mehr Öl und Benzin im Lande verbleibt, so dass weniger importiert werden muss. Unter Widodo hat der indonesische Staat die Kontrolle über die zweitgrößte Kupfermine der Welt, Grasberg, übernommen. Diese wurde vorher vom US-amerikanischen Unternehmen Freeport-McMoRan betrieben. Ziel der Maßnahmen ist, dass ein größerer Anteil der Erlöse im Land selbst verbleibt.

### Verlegung der Hauptstadt
Nachdem Widodo 2019 zum zweiten Mal zum Präsidenten gewählt worden war, kündigte er überraschend die Verlegung der Hauptstadt Indonesiens an. Die neue Hauptstadt sollte in der Provinz Kalimantan Timur auf der Insel Borneo liegen und komplett neu gebaut werden. Widodo versprach sich von dem Projekt die Entlastung der Metropolregion Jakarta und eine geringere Gefahr von Naturkatastrophen. Die bisherige Hauptstadt liegt auf dem sogenannten pazifischen Feuerring, der für seine hohen Erdbebenaktiväten und die Gefahr von Tsunamis bekannt ist. Des Weiteren droht Jakarta im Meer zu versinken, 2050 könnte mehr als ein Drittel der Stadt überschwemmt sein. Die Kosten des Baus der neuen Stadt wurden auf 30 Milliarden Euro geschätzt. Am 17. August 2024, dem indonesischen Nationalfeiertag, wurde die neue Hauptstadt Nusantara offiziell eingeweiht.

### Reform des Strafrechts
Landesweite Proteste rief der Plan Widodos hervor, das Strafrecht zu reformieren. Besonders umstritten war dabei eine Vorschrift, die Geschlechtsverkehr zwischen Personen, die nicht miteinander verheiratet sind, kriminalisiert (vgl. Zinā). Weiterhin wird die Beleidigung der Würde des Präsidenten unter Strafe gestellt. Auch wird die Verbreitung von Informationen über Empfängnisverhütung verhindert werden. Nach massiven Protesten und Kritik aus dem Ausland wurde das Gesetzesvorhaben zunächst verschoben. Im Dezember 2022 wurde das neue Strafgesetzbuch im Parlament beschlossen und wird 2026 in Kraft treten.

### Korruption
Widodo galt bei seinem Amtsantritt als Politiker, der relativ frei von Korruption ist. Mittlerweile wird ihm vorgeworfen, dass er die unabhängige Anti-Korruptionsbehörde (Komisi Pemberantasan Korupsi, KPK) unterminieren würde. Die meisten der Ermittlungen der KPK betreffen Angehörige von Parteien aus Widodos Koalition. Als diese Behörde den Sohn seiner politischen Verbündeten Megawati Sukarnoputri ins Visier nahm, stellte sich Widodo auf die Seite Megawatis. Es wurde ein Gesetzentwurf eingebracht, der die Befugnisse der Anti-Korruptionsbehörde einschränkt.
Ende des Jahres 2024 wurde Joko Widodo (bekannt als Jokowi) von OCCRP als ein Finalist für die Auszeichnung "Person der Jahres 2024" in organisierte Kriminalität und Korruption nominiert.

### Omnibusgesetz zur Schaffung von Arbeitsplätzen
Am 2. November 2020 unterzeichnete Widodo das Job Creation Law oder auch Omnibus Gesetz. Es ist ein zentrales Projekt in seiner zweiten Amtszeit, das das Wirtschaftswachstum des Landes ankurbeln soll. Das Gesetz verändert mehr als 70 bestehende Gesetze und ist 1187 Seiten lang. Es lockert die Umweltvorschriften, schränkt die Rechte von Arbeitern ein und soll Bürokratie abbauen. Die Weltbank bewertet das Gesetzesvorhaben positiv. Massenproteste und Streiks von Umweltorganisationen und Gewerkschaften brachen aus.

### Todesstrafe
In seiner Amtszeit wurden bis Ende 2015 insgesamt 19 Todesurteile vollstreckt, meist wegen Drogenschmuggels, u. a. gegen Australier, Brasilianer und Nigerianer. Seit 2016 wurden in Indonesien keine Todesurteile mehr vollstreckt.